# 統一電子卡

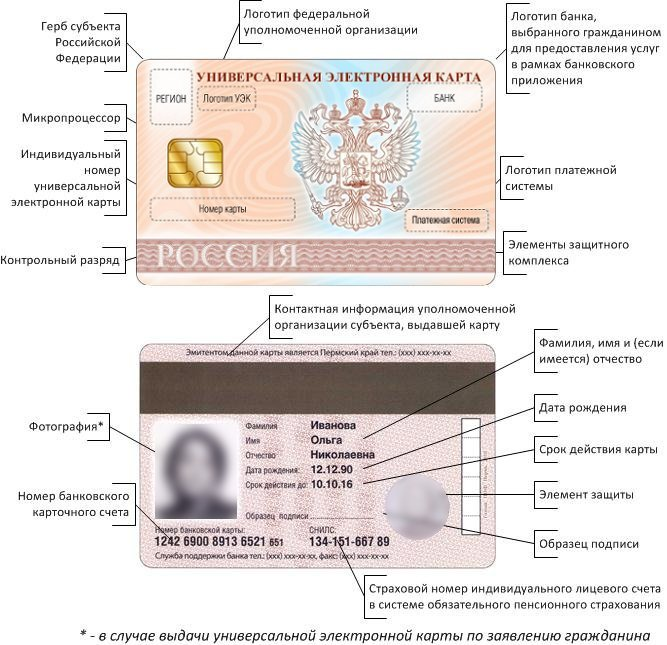
统一电子卡样式

统一电子卡（英语：Universal electronic card, UEC）（俄语：универсальная электронная карта）是2013年1月至2016年12月间颁发给俄罗斯公民的电子身份证。持卡人可透过该卡片远程预定并使用政府服务，而不必如往常一般携带大量文件如包括医疗保险政策和退休金保险证明等。此卡亦可集合其他服务，包括电子钱包，借记卡，电子签名，机票等。然而，此卡片已于2017年1月1日停止使用，所有卡片所加载的电子签名亦已于2017年4月被撤销。

## 历史
2010年7月27日，第210-FZ号联邦法“关于公共和市政服务的组织”发布，该法规定了统一电子卡项目，项目目标及其应用领域。
2011年2月，俄罗斯总统德米特里·梅德韦杰夫（Dmitry Medvedev）主持了“俄罗斯现代化与技术发展委员会”会议，倡导统一电子卡发行及向民众提供公共服务是该会议最重要的项目之一。但是，俄罗斯公司当时没有能力制造卡片所需的微处理器，而需向国外微处理器生产公司订购，俄罗斯联邦安全局认为这种行为很危险。
2011年10月，俄罗斯总统梅德韦杰夫签署总统令，要求在统一电子卡上印刷国徽。UEC系统原本预计从2012年年中投入使用，但是有关部门发现，部门间统一电子系统的实施存在困难。因此统一电子卡的发行期重新安排为2013年1月1日。同时，政府决定UEC卡初期仅支持使用俄罗斯支付系统PRO100，而暂不支持国际支付系统Visa和MasterCard。
自2012年2月起，俄罗斯的9个试点地区：莫斯科，圣彼得堡，阿斯特拉罕地区，巴什科尔托斯坦共和国，伏尔加格勒州，新西伯利亚州，奔萨州，克拉斯诺达尔边疆区和鞑靼斯坦共和国开始签发实验性的卡片，以此验证它在实践中是否有效。
2012年2月16日，政府发布“如何使用UEC”指南，指出未来可能引入PIN密码用于辨认持卡人身份。
2012年9月，据报道UEC中使用和测试的技术将用于计划在几年后发布的电子护照中。
2012年12月，政府命令要求所有提供州和市政服务的多功能中心都必须配备统一电子卡读卡器。
2013年1月，俄罗斯“ Mikron”公司完成了统一电子卡微处理器的认证。同时，外国企业JSC仍负责生产部分卡片，这样做是为了两家公司之间的竞争，以降低UEC的生产成本。 UEC开始向俄罗斯公民开放申请，俄罗斯各地的公开点都可接收申请和发卡。 “ UEC”总裁Alex Popov表示，该卡使用电子签名CryptoPro，“十分安全”。
2013年2月，UEC机构宣布俄罗斯联邦的某些地区没有足够的资金来确保卡的生产和发行。 Sberbank决定成为股东授权的地区组织的一部分，从而使他们能够参与发卡工作，并创建统一的区域处理中心，这些部门将接管所有UEC发行的支出部分，而收入方将负责该区域公用事业的应计付款。
2013年春季，停止发行区域性社会卡，改用统一电子卡代替。政府计划在2013年春末开放一个门户渠道，供市民识别并支付公共服务费用。市民可以持UEC卡，使用读卡器在门户网站上注册。
2016年12月28日，第471-FZ号联邦法律取消UEC项目。

## 卡片详情
证件背面印有公民身份证明数据：姓名，姓氏，名字，性别，出生日期，持有人的签名，照片，信用卡号和有效期，强制性退休金保险系统– SNILS， 强制性健康保险系统保险单OMC。
卡片背面有一芯片，可存储卡片电子签名，及加密的已购买机票，剩余行程的数据。 有关公民的其他详细信息仍存储在公共机构的数据库中，UEC仅在使用机构间电子交互的安全通道通信系统将记录交给相应的机构处理时，才能读取有效记录。
1. ↑  ,   [2019-10-14] （中文（中国大陆））